# Parque nacional Nevado Tres Cruces
Parque nacional Nevado Tres Cruces es un parque nacional ubicado en la III Región de Atacama. Los dos sectores en que está dividido el parque, se encuentran inmersos entre las cordilleras de Domeyko y Claudio Gay. Desde cualquiera de ellos es posible apreciar la concentración de altas cumbres existentes en el lugar, siendo el Ojos del Salado, el volcán más alto del mundo con 6.879 m s. n. m., la más atractiva.
El parque fue concebido como tal con el fin de proteger el ecosistema altoandino y a su escasa, pero interesante, flora y fauna.
El sector norte está formado, principalmente, por el salar de Maricunga y la Laguna Santa Rosa. El sur está a mayor altura y la Laguna del Negro Francisco abarca gran parte de su territorio.

## Flora
Al ser puna desértica la zona, la vegetación es escasa. En los lugares donde aflora agua y en las riberas de las lagunas, se encuentran algunas vegas y bofedales donde la vegetación alcanza un poco de densidad, acá se encuentran, principalmente, gramíneas y coirones.
En las laderas áridas se pueden ver pastos que sirven como alimento para los animales.

## Fauna
Las aves componen gran parte de la fauna del parque y entre ellas el flamenco es la que más destaca, habitando tres de las 6 especies existentes en el mundo: el flamenco chileno y las parinas grande y chica, siendo los dos últimos característicos del Altiplano. Entre las otras aves del lugar se encuentran la fardela blanca, el pato juarjual y el piuquén. Entre los mamíferos se pueden observar grupos de guanacos y vicuñas.

## Atractivos
- Salar de Maricunga es el salar más austral de Chile y donde se concentra parte de la fauna del parque
- Laguna Santa Rosa, lugar de gran belleza escénica, ubicada a 3.700 m s. n. m.
- Laguna del Negro Francisco, laguna separada en dos porciones de distinto color.

## Galería

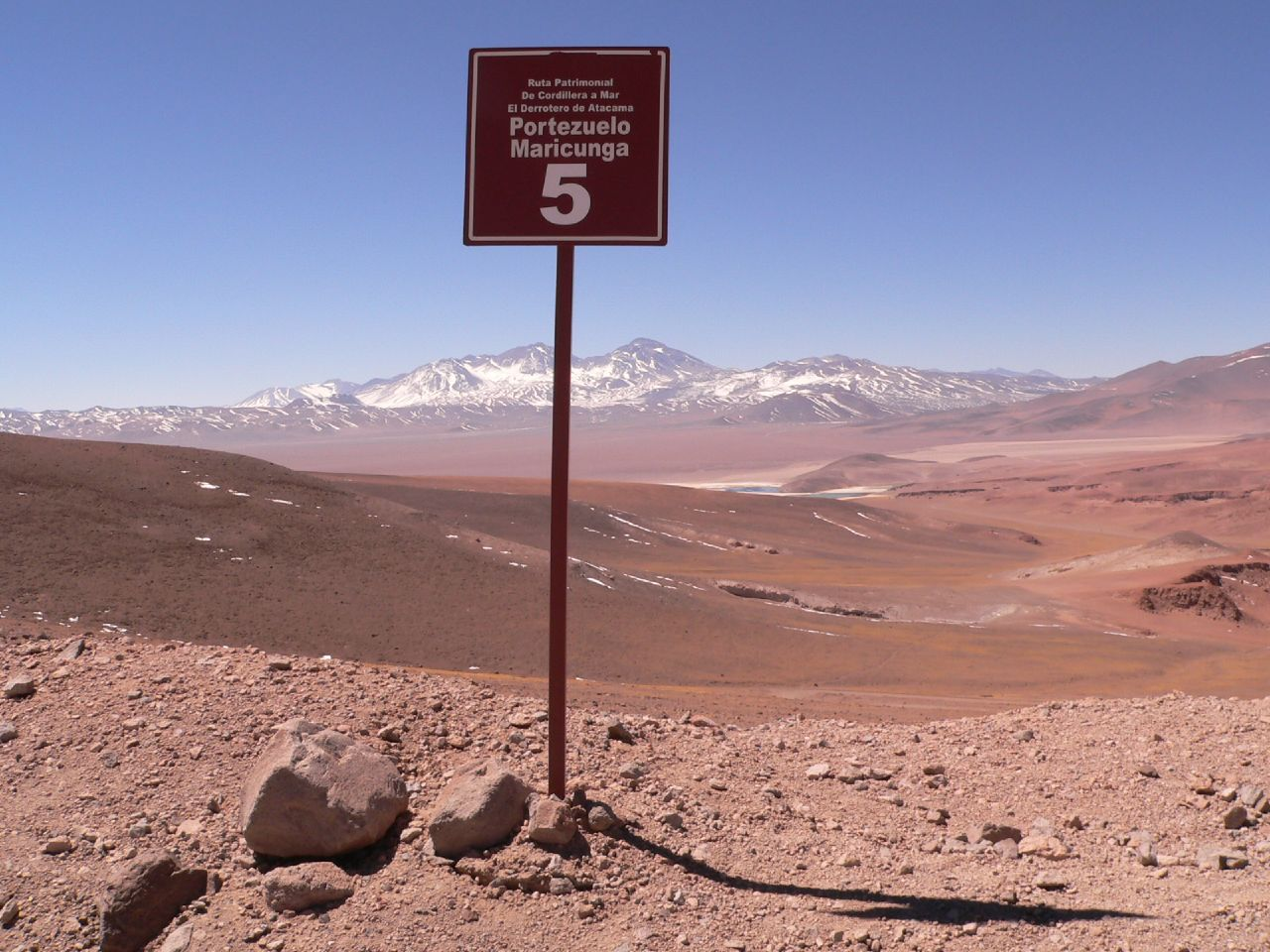
Portezuelo Maricunga.
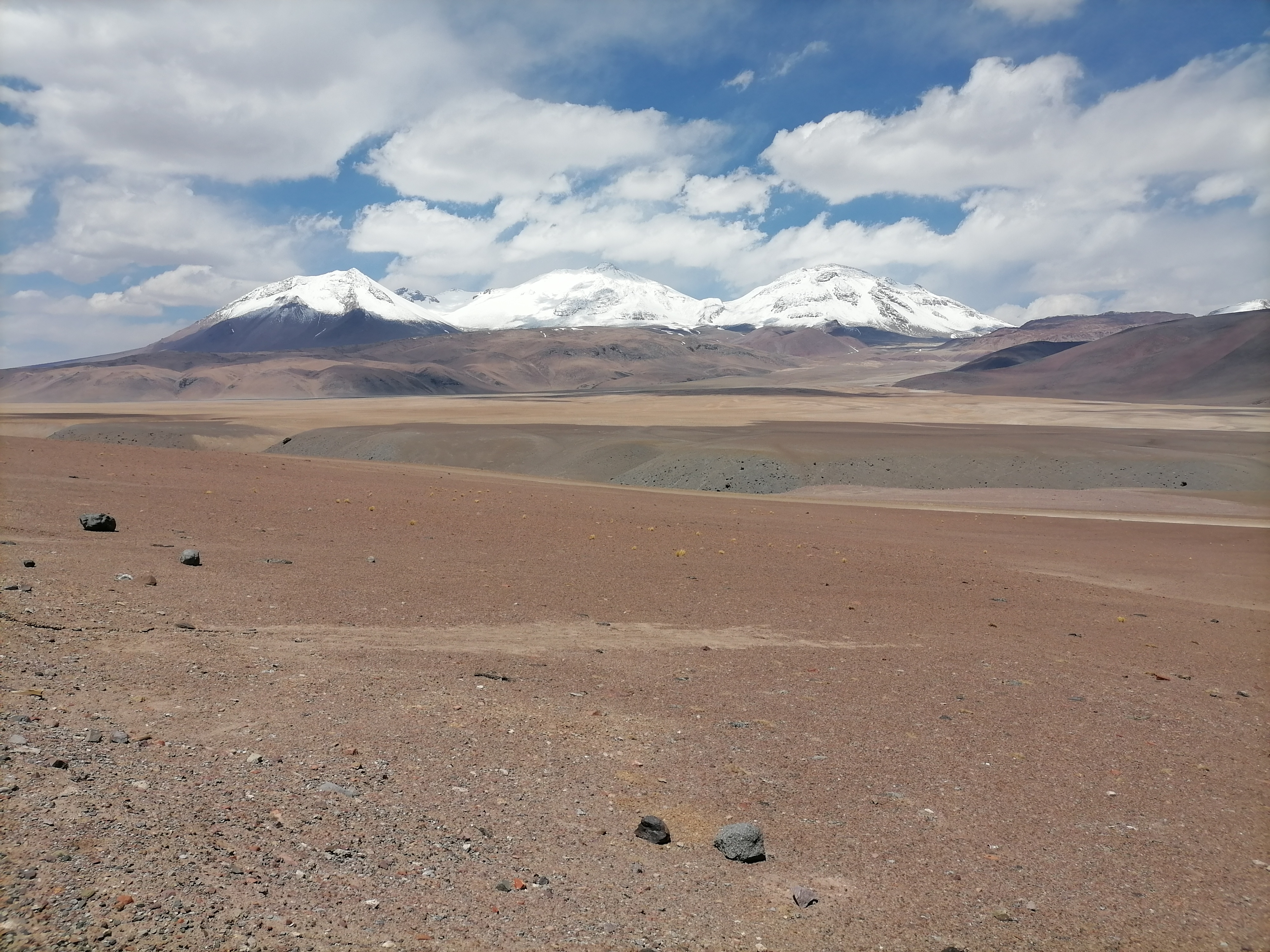
El Nevado Tres Cruces, con nieve en las tres cumbres.
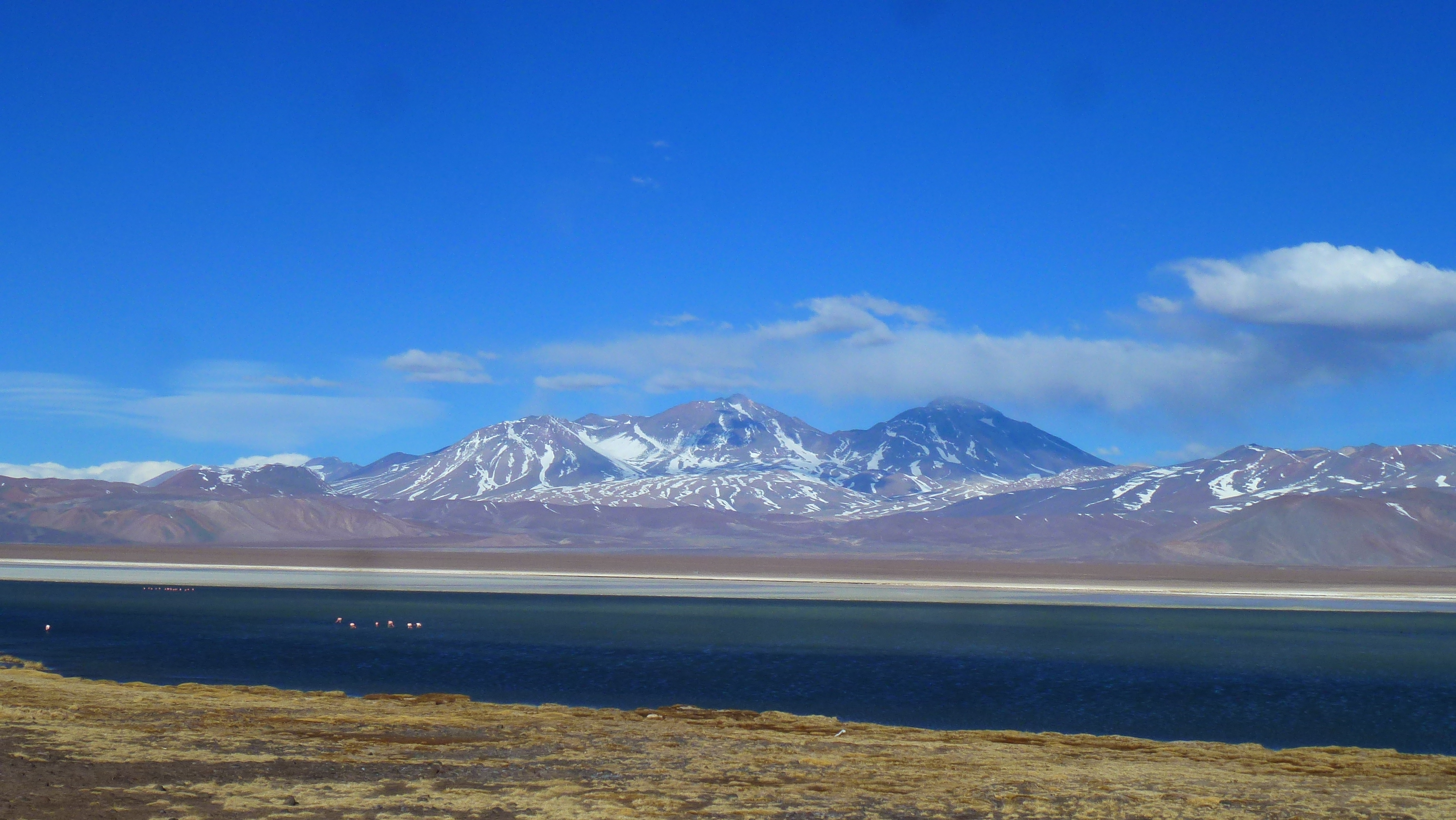
Panorámica de la laguna con Nevado Tres Cruces de fondo.
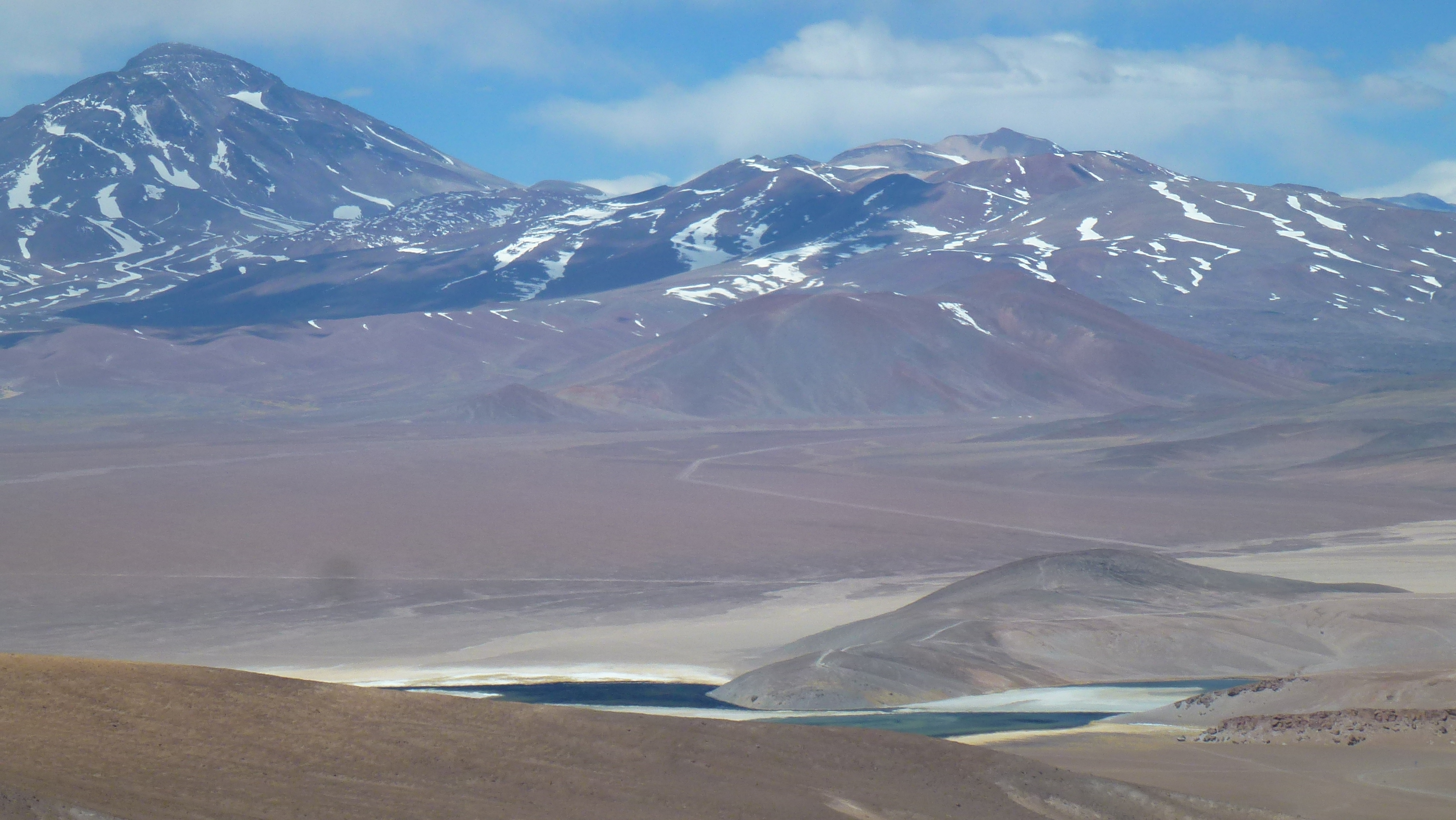
Laguna Santa Rosa.

## Vías de acceso

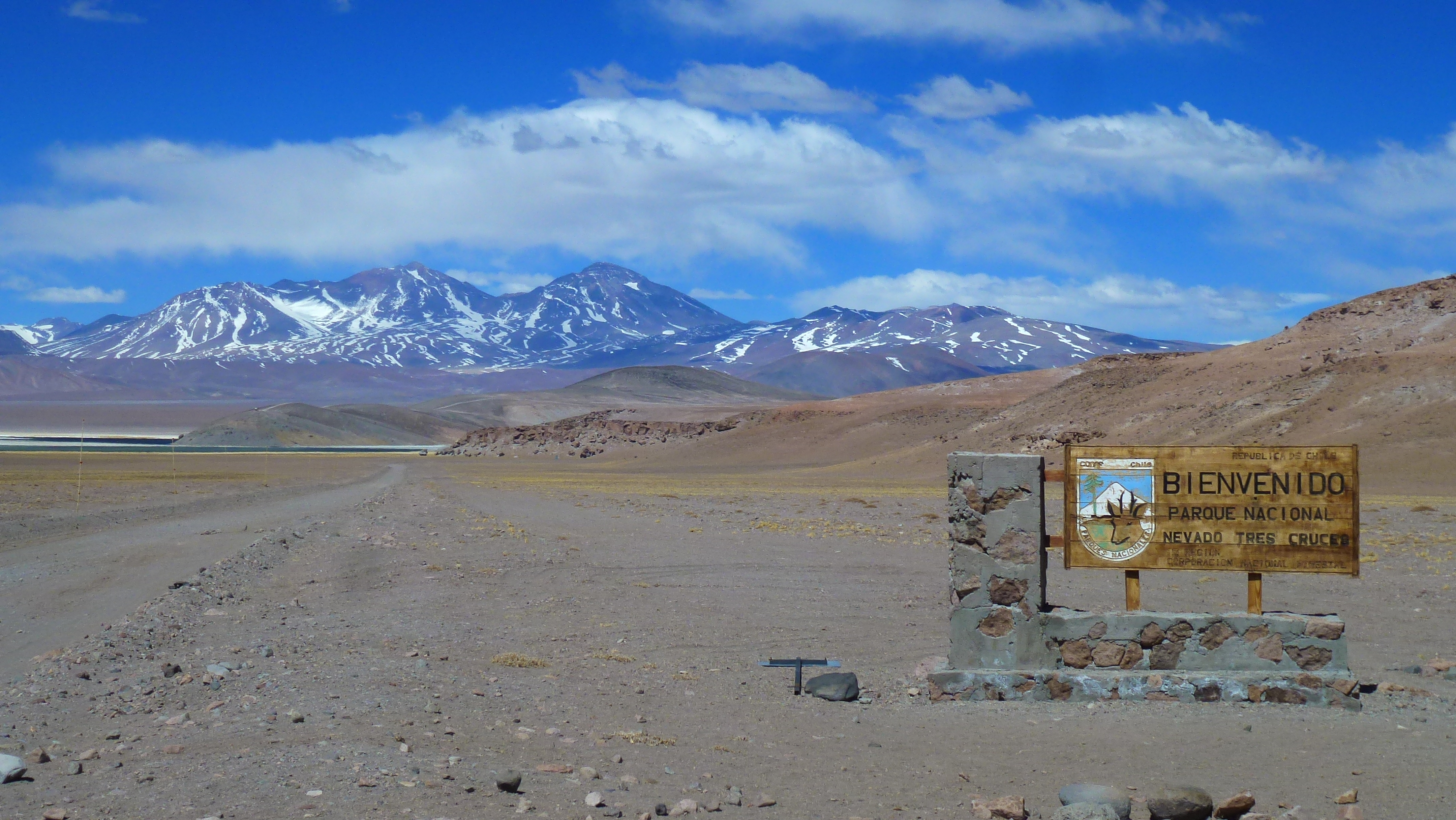
Entrada al parque por la carretera 31-CH.

Existen dos accesos al Parque Nevado de Tres Cruces:
- El primero es a través del camino internacional que une a la ciudad de Copiapó con la localidad argentina de Fiambalá a través de la Ruta 31-CH. El parque se encuentra en las inmediaciones del Complejo Aduanero San Francisco en Maricunga.[1] este comprejo se encuentra a una distanci ade 184 km desde la ciudad de Copiapó.[2]

- Un segundo acceso es a través del mismo camino internacional Ruta 31-CH hasta la bifurcación hacia el oasis La Puerta (a 84 km de Copiapó), en la Ruta C-601 tomar esta dirección suroeste para llegar en 75 km hasta la guardería del parque, ubicado en el sector de la Laguna Santa Rosa. Bordeando el sector sur del salar de Maricunga a través de la ruta C-601 al interior del parque, se continúa al sector de Laguna del Negro Francisco, en el km 60 lleva hasta la guardería del sector a través de camino de tierra.[1]

## Visitantes
Este parque recibe pocos visitantes, tanto chilenos como extranjeros cada año.
| Año         | 2010 | 2011 | 2012 | 2013 | 2014 | 2015 | 2016 | 2017  | 2018  | 2019  | 2020 | 2021  | 2022  | 2023  | 2024  |
| ----------- | ---- | ---- | ---- | ---- | ---- | ---- | ---- | ----- | ----- | ----- | ---- | ----- | ----- | ----- | ----- |
| chilenos    | 204  | 257  | 280  | 332  | 432  | 284  | 544  | 769   | 828   | 649   | 486  | 1.803 | 1.128 | 888   | 789   |
| extranjeros | 120  | 146  | 226  | 255  | 254  | 232  | 397  | 514   | 664   | 497   | 185  | 104   | 301   | 602   | 616   |
| Total       | 324  | 403  | 506  | 587  | 686  | 516  | 941  | 1.283 | 1.492 | 1.146 | 671  | 1.907 | 1.429 | 1.490 | 1.405 |

## Protección del subsuelo
El parque nacional Nevado de Tres Cruces cuenta con una protección de su subsuelo como lugar de interés científico para efectos mineros, según lo establece el artículo 17 del Código de Minería. Estas labores solo pueden ser ejecutadas mediante un permiso escrito por el presidente de la República y firmado además por el ministro de Minería.
La condición de lugar de interés científico para efectos mineros fue establecida mediante Decreto Supremo N°947 de 29 de julio de 1994 y publicado el 8 de noviembre de 1994.
 que fija el polígono de protección.